# Alimentation à découpage
Pour les articles homonymes, voir Alimentation (homonymie).

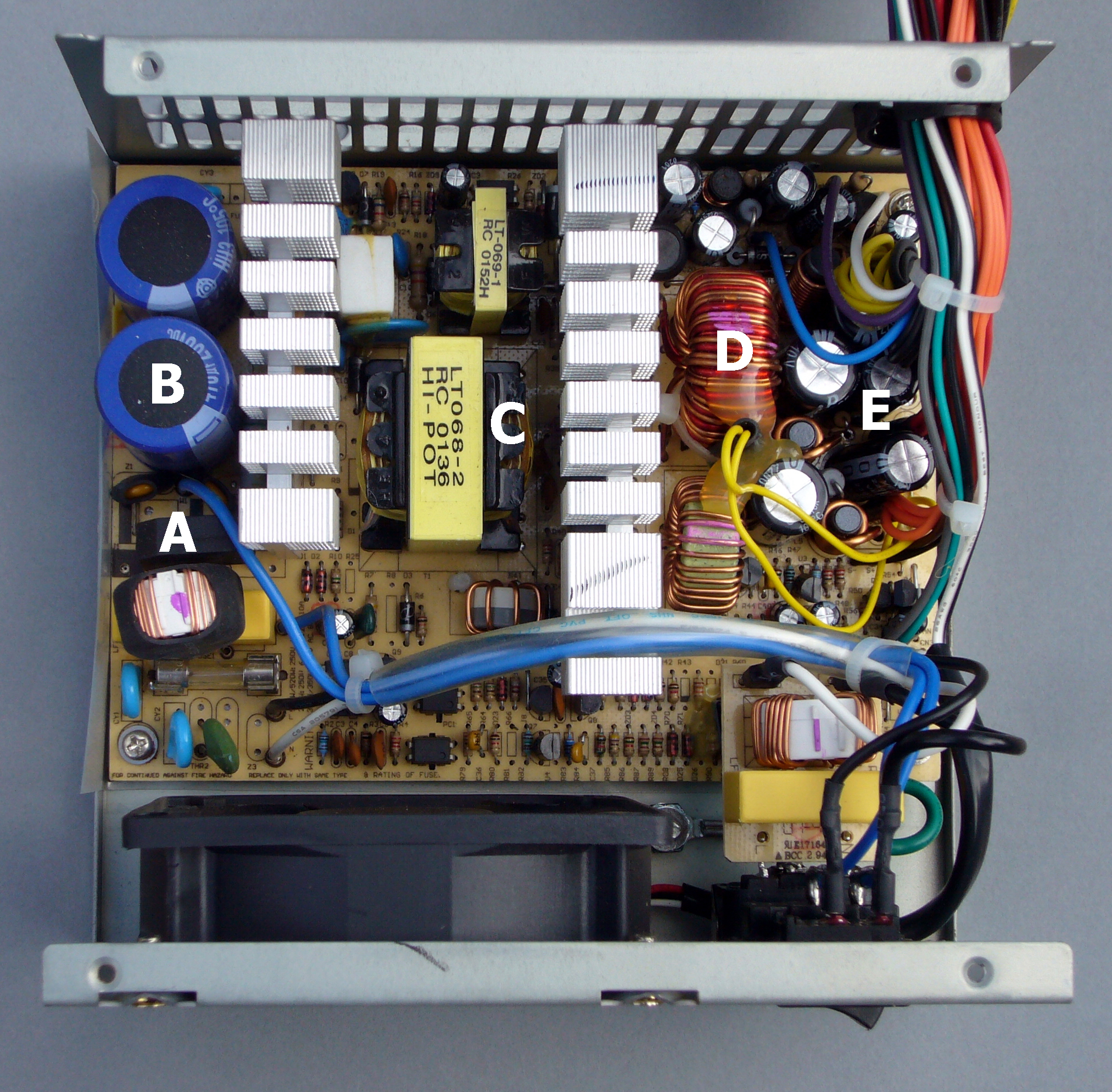
Vue interne d'une alimentation ATX

Une alimentation à découpage est une alimentation électrique dont la régulation est assurée par des composants électroniques de puissance utilisés en commutation (généralement des transistors). Ce mode de fonctionnement diffère de celui des alimentations linéaires dans lesquelles les composants électroniques sont utilisés en mode linéaire. Une alimentation à découpage de type forward est une alimentation qui transmet instantanément la puissance, alors que celle de type flyback stocke cette énergie sous forme d'énergie magnétique dans une inductance (bobine) et libère ensuite cette énergie dans un circuit dit secondaire.
Les alimentations à découpage se sont fortement développées depuis les années 1980 pour pallier les inconvénients des alimentations linéaires : masse élevée (pour le transformateur travaillant à fréquence industrielle de 50 ou 60 Hz) et faible rendement (pour les composants annexes [sauf le transformateur]  assurant la régulation de la tension et/ou du courant). Elles sont utilisées désormais dans tous les appareils électroniques « grand public ».

## Classification
Les alimentations à découpage peuvent être classées suivant plusieurs critères : topologie du circuit, isolation, composants utilisés , etc..
| Type                                   | Puissance (watts) | Rendement typique | Coût moyen | Tension d'entrée (volts) | Isolation | Stockage d'énergie           | Niveau de sortie   | Caractéristiques |
| -------------------------------------- | ----------------- | ----------------- | ---------- | ------------------------ | --------- | ---------------------------- | ------------------ | --- |
| Buck                                   | 0–1000            | 75 %              | 1,0        | 5–1000*                  | Non       | Simple inductance            | Vs < Ve            | Convertit une tension continue en une autre tension continue de plus faible valeur.                                                                                 |
| Boost                                  | 0–150             | 78 %              | 1,0        | 5–600*                   | Non       | Simple inductance            | Vs > Ve            | Augmente la tension disponible d'une source continue. |
| Buck-boost                             | 0–150             | 78 %              | 1,0        | 5–600*                   | Non       | Simple inductance            | Vs > Ve ou Vs < Ve | Tension de sortie inversée. |
| Flyback                                | 0–150             | 78 %              | 1,0        | 5–600                    | Oui       | Transformateur               | Vs > Ve ou Vs < Ve | Sorties multiples. |
| Half-Forward                           | 0–250             | 75 %              | 1,2        | 5-500                    | Oui       | Transformateur + inductance  |                    | |
| Forward                                |                   | 78 %              |            |                          | Oui       | Transformateur + inductance  |                    | Sorties multiples. |
| Push-pull                              | 100–1000          | 72 %              | 1,75       | 50–1000                  | Oui       |                              |                    | |
| Half Bridge                            | 0–500             | 72 %              | 1,9        | 50–1000                  | Oui       |                              |                    | |
| Full-Bridge                            | 400–2000          | 69 %              | >2,0       | 50–1000                  | Oui       |                              |                    | |
| Résonant, sur zéro de tension          | >1000             |                   | >2,0       |                          |           |                              |                    | |
| Ćuk                                    |                   |                   |            |                          | Non       | Condensateur + 2 inductances | Vs > Ve ou Vs < Ve | Tension négative pour une entrée positive. |
| Pompe de charge inversée (Ćuk modifié) |                   |                   |            |                          | Non       | Simple inductance            |                    | Tension de sortie négative et d'une amplitude supérieure à la tension d'entrée.                                                                                     |
| SEPIC                                  |                   |                   |            |                          | Non       | 2 inductances                | Vs > Ve ou Vs < Ve | |
| Pompe de charge                        |                   | 49% - 99%         |            |                          | Non       | Condensateurs uniquement     |                    | Utilisé pour générer de très hautes tensions (multiplicateurs de tension), ou sur des circuits intégrés faible puissance (par exemple pour polariser des mémoires). |

Notes : * uniquement pour les équipements non accessibles aux opérateurs, sinon les limites de 42,5 V et 8,0 A s'appliquent pour les normes de sécurité électrique UL, CSA, VDE, ou CEI 60950. 

## Fonctionnement détaillé

### Éléments constitutifs
La photographie ci-dessous présente les éléments principaux d'une alimentation à découpage.

Éléments principaux :
1. Connecteur d'alimentation secteur 230 V ;
2. Fusible de protection ;
3. Filtre EMI, avec une bobine d'arrêt ;
4. Pont de diodes ;
5. Condensateur de filtrage, stocke l'énergie pour l'étage de découpage ;
6. Transistor de découpage (technologie MOS) monté sur un dissipateur thermique ;
7. Transformateur ou circuits magnétiquement couplés : dispositif qui permet une modification du niveau de tension et parfois l'isolation des parties haute et basse tension ;
8. Diode Schottky (commutation rapide) montée sur un dissipateur ;
9. Condensateur de filtrage ;
10. Bobine de filtrage ;
11. Circuit de commande de l'optocoupleur ;
12. Optocoupleur. Assure l'isolation des parties haute et basse tension ;
13. Circuit de commande du transistor de découpage ;
14. Sortie de l'alimentation.

Éléments optionnels : 

15. Régulateur de tension à découpage monté sur un dissipateur. Lorsque l'on veut avoir plusieurs tensions de sortie, on place ce composant sur la ligne de sortie principale de l'alimentation à découpage. Une autre solution consiste à ajouter un bobinage au transformateur. Cependant, cela nécessite de rajouter un étage de filtrage qui peut se révéler encombrant. Pour de faibles intensités (ici 1,5 A), on a donc recours aux circuits intégrés.

## Comparaison par rapport aux alimentations linéaires

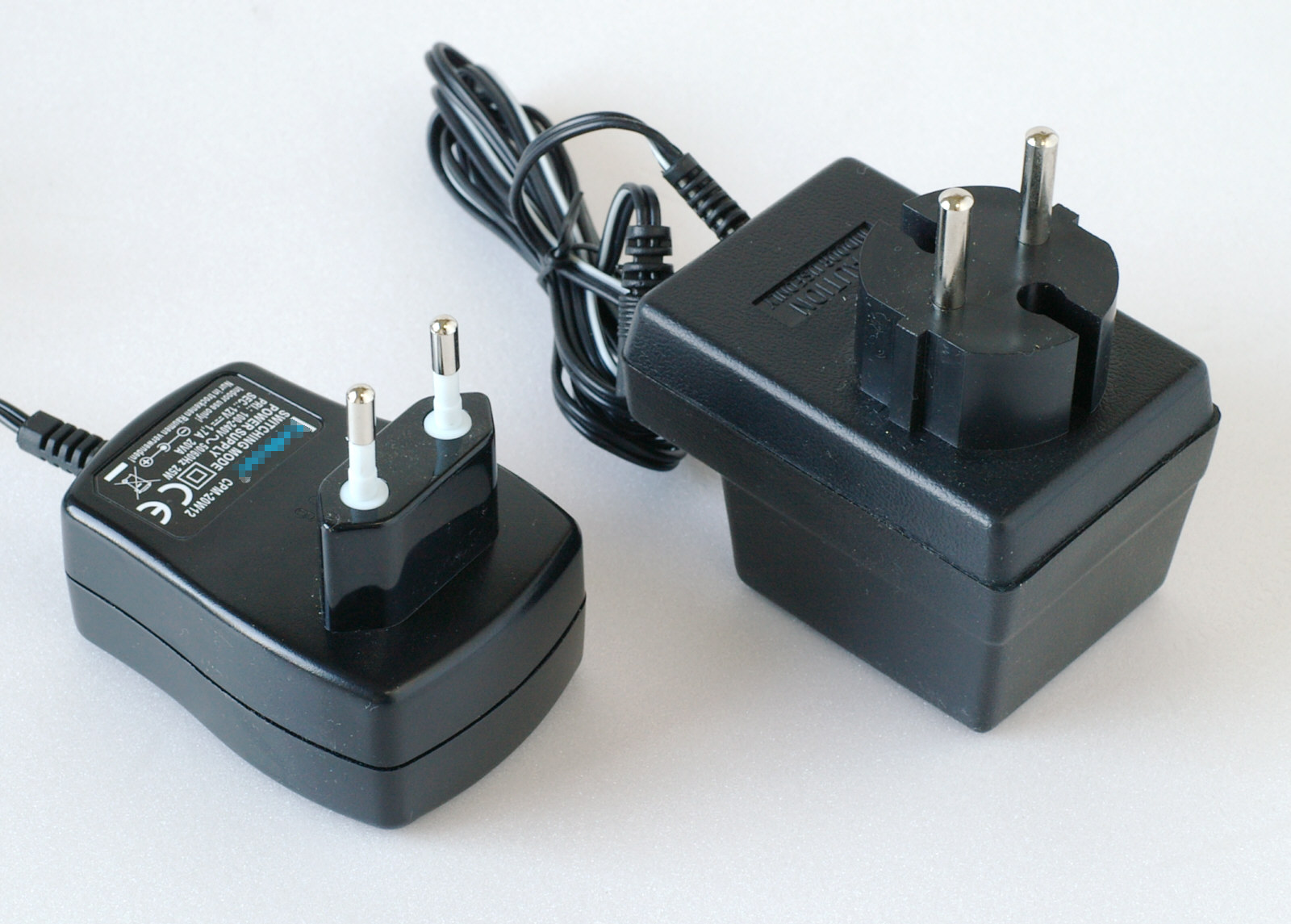
Deux blocs d'alimentation grand public. À gauche, alimentation à découpage de 20 W, à droite, alimentation linéaire de 3,6 W.

Les alimentations à découpage offrent de nombreux avantages sur les alimentations linéaires :
- la puissance dissipée dans le composant électronique utilisé en commutation est moindre que lorsqu'il est utilisé en mode linéaire. En conséquence, le rendement de l'alimentation est meilleur et le dissipateur est de dimensions bien plus modestes ;
- le transformateur fonctionne à une fréquence bien plus élevée que celle du secteur (au-delà de 20 kHz contre 50 ou 60 Hz), ce qui permet d'en réduire considérablement la taille (voir la formule de Boucherot).

À puissance égale, les alimentations à découpage sont bien plus petites et plus légères que les alimentations linéaires et possèdent un bien meilleur rendement.
Néanmoins elles ont aussi quelques inconvénients :
- les composants utilisés doivent avoir des caractéristiques plus critiques : transistors à faibles pertes aux fréquences de découpage utilisées, condensateurs électrochimiques à tension de service plus importante et supportant une ondulation importante (modèles à faibles ESR, noyaux magnétiques à faibles pertes…) ;
- le circuit d'entrée supporte des contraintes électriques plus importantes (pointes de tension ou de courant), ce qui peut entraîner sa destruction ;
- elles engendrent un bruit électromagnétique relativement important, dû au signal rectangulaire (riche en harmoniques) à la fréquence de découpage. Cette limitation les rend impropres à certaines applications.